# Michał Gąsienica Szostak

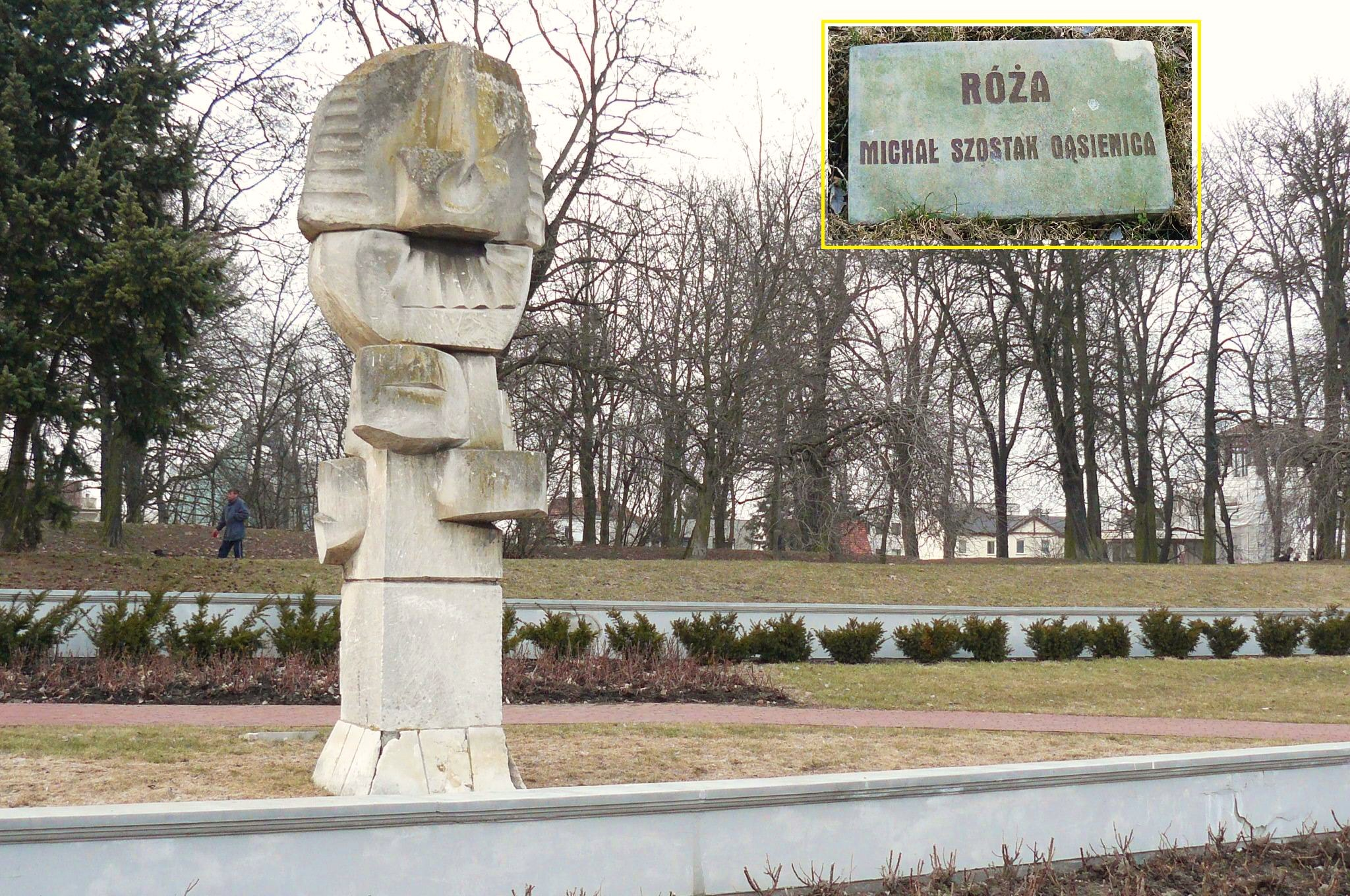
Rzeźba pt. Róża na terenie rosarium w poznańskiej Cytadeli

Michał Wojciech Gąsienica Szostak (ur. 24 sierpnia 1936 w Zakopanem) – polski rzeźbiarz, pedagog.

## Życiorys
Ukończył w 1956 r. Państwowe Liceum Sztuk Plastycznych w Zakopanem. Studiował w Państwowej Wyższej Szkole Sztuk Plastycznych w Gdańsku (od 1996 r. nazwa uczelni: Akademia Sztuk Pięknych w Gdańsku), dyplom  uzyskał na Wydziale Rzeźby w 1961 roku. W latach 1961–1969 pracował na stanowisku asystenta w Pracowni Projektowania Rzeźbiarsko-Architektonicznego w gdańskiej PWSSP. W latach 1973–1981 dyrektor i zastępca dyrektora Państwowego Liceum Sztuk Plastycznych im. Antoniego Kenara w Zakopanem. Ojciec zakopiańskiego rzeźbiarza,  profesora PWSZ w Nowym Sączu Karola Gąsienicy Szostaka (1963).